# 大卫·费列哥夫
大衛·約翰·費列哥夫（英語：David John Flitcroft，1974年1月14日—）是一名英格蘭前足球運動員，司職中場，球員時期主要效力低級別球隊如車士打、羅奇代爾、貝利等。退役後轉任教練，現時擔任英乙球會斯温登的領隊。他是前布力般流浪和曼城球員加里·费列哥夫（Garry Flitcroft）的弟弟。

## 生平

### 球員
費列哥夫在英格蘭西北部大曼徹斯特郡博尔顿出生，他在普雷斯頓擔任學徒球員展開足球事業，並於1992年5月簽署首份職業球員合約。翌季他在迪普戴爾球場獲提升上一隊，但於外借林肯城後，他於1993年12月獲准離隊加盟車士打城。費列哥夫加盟的首半個球季為車士打上陣8場，協助球隊壓倒母會取得第四級的舊丙組聯賽亞軍及升班資格。除因傷缺陣後，費列哥夫一直是車士打在中場的主將，直至1998/99年球季末他拒絕續約並且轉投羅奇代爾。
在斯波特兰球场（Spotland）逗留的四個球季，費列哥夫協助羅奇代爾於2001/02年球季取得丙組聯賽第5位及參加升班附加賽的資格，翌季更晉身英格蘭足總盃第五圈。2003年7月費列哥夫投效馬爾斯菲，但僅半年後再轉會同屬西北部的貝利。他效力貝利的三年期間是隊中的主力，上陣剛好100場，再轉投非聯賽球隊海德聯（Hyde United）。
2006/07年球季季中費列哥夫重返羅奇代爾出任凯斯·希尔的副手。於2008/09年球季季末更重披戰衣，在聯賽煞科戰主場對同屬升班附加賽的參賽球隊基寧咸中後補登場。

### 教練及領隊
費列哥夫於退役後加入羅奇代爾的教練團隊。2011年6月1日費列哥夫於追隨凯斯·希尔加盟班士利後獲委擔任助理領隊。於凯斯·希尔在2012年12月29日下台後，費列哥夫暫代職務。擔任看守領隊期間取得三戰兩勝的成績，費列哥夫獲授予正式領隊之職。2013年11月30日於球隊位處聯賽榜末，任教未滿一年的費列哥夫被辭退。
2013年12月9日費列哥夫獲舊東家貝利賞識，接手任教。

## 外部連結
- 足球数据库：大卫·费列哥夫的球员统计数据